# La fuerza del destino (ópera)
La fuerza del destino (título original en italiano, La forza del destino) es una ópera en cuatro actos con música de Giuseppe Verdi y libreto en italiano de Francesco Maria Piave, basado en la obra teatral Don Álvaro o la fuerza del sino (1835) del escritor español Ángel de Saavedra, duque de Rivas, con una escena adaptada de Wallensteins Lager de Friedrich Schiller. Fue representada por vez primera en el Teatro Bolshói Kámenny (luego Teatro Mariinski) de San Petersburgo, Rusia, el 10 de noviembre (fecha antigua; es el 22 de noviembre) de 1862. La ópera se estrenó exactamente el 29 de octubre de 1862, pues Rusia aún utilizaba un calendario diferente a Europa , así que oficialmente la ópera se estrenó el mismo día que Don Giovanni de Mozart , o sea , un 29 de octubre .Verdi sentía inclinación por los temas españoles. 
La fuerza del destino es todavía representada con frecuencia, y hay una serie de grabaciones completas. Además, la obertura (de la versión revisada de la ópera) es parte del repertorio estándar para orquestas sinfónicas, a menudo interpretada como una pieza de apertura en conciertos.

## Historia

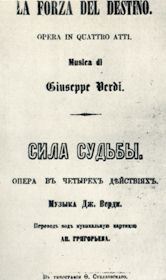
Portada de la primera edición bilingüe del libreto de La fuerza del destino, San Petersburgo, 1862.

Fue encargada por el Teatro Bolshói Kámenny (luego Teatro Mariinski) de San Petersburgo, capital del entonces Imperio ruso y estrenada con la presencia del compositor el 10 de noviembre de 1862 (29 de octubre de 1862, según el calendario juliano, todavía en vigor en el Imperio Ruso hasta 1918). El público no quedó muy satisfecho con la obra, dado que esperaba un libreto menos dramático, más ligero. Pero a pesar de todo, Verdi recibió las felicitaciones del zar Alejandro II de Rusia, que acudió a la cuarta representación, y la crítica.
Después de algunas ulteriores revisiones, tuvieron lugar poco después interpretaciones en Roma en 1863 (como Don Alvaro) y Madrid, en el Teatro Real, con la asistencia del mismo Verdi y la presencia del duque de Rivas entre el público. La ópera, posteriormente, viajó a Nueva York y Viena (1865), Buenos Aires (1866) y Londres (1867).
Verdi encomendó a Piave una revisión del libreto para el estreno italiano. Al parecer era demasiado violento, «debemos buscar la forma de evitar todos esos muertos», le escribió al libretista Piave. Este enfermó y el compromiso recayó en Antonio Ghislanzoni, quien alteró radicalmente el final (en la primera versión Don Álvaro se suicida tirándose desde un acantilado), el tercer acto y algunas otras partes. Verdi además compuso una nueva obertura (reemplazando al breve preludio) que era una larga introducción con los motivos de la ópera; el añadido de una escena final en el Acto III, después del duelo entre Carlos y Álvaro. El estreno fue de esta segunda versión, la más conocida y grabada actualmente, ocurrió el 27 de febrero de 1869 en el Teatro alla Scala de Milán. Es la que se ha convertido en la versión "estándar". 
Actualmente La fuerza del destino sigue estando en el repertorio operístico, encontrándose entre las cien óperas más representadas del período 2005-2010, según la base de datos Operabase. En concreto es la n.º 64 de la lista. En Italia es la 26 y la 11.ª de Verdi; todo ello, por 64 representaciones.
Esta obra tiene fama de gafe, pues tanto su composición como su estreno estuvieron plagados de desgracias y contratiempos que perduraron muchos años. Así, la noche del 4 de mayo de 1960, sobre el escenario del Metropolitan Opera House de Nueva York, el barítono estadounidense Leonard Warren falleció mientras cantaba É salvo! O gioia!.
Una edición crítica de todas las versiones de la ópera (incluyendo material de la partitura original del año 1861 que nunca se había interpretado tal como se escribió) ha sido preparada por el musicólogo Philip Gossett de la Universidad de Chicago. La edición crítica de la versión de 1869 fue interpretada por la Ópera de San Francisco en noviembre de 2005 mientras que el Caramoor International Music Festival dio una versión de concierto de la versión de 1862 más piezas vocales nunca reformadas de la versión de 1861 en el festival de julio de 2008. El artículo de Gossett sobre las diferencias entre las versiones se incluye en la página web de Caramoor.

## Personajes
| Personaje                                                           | Registro     | Elenco del estreno noviembre de 1862 (Director: -) | Versión revisada Elenco del estreno 27 de febrero de 1869 (Director: Eugenio Terziani) |
| ------------------------------------------------------------------- | ------------ | -------------------------------------------------- | -------------------------------------------------------------------------------------- |
| El marqués de Calatrava                                             | bajo         | Meo                                                | Giuseppe Vecchi                                                                        |
| Leonora, su hija                                                    | soprano      | Caroline Barbot                                    | Teresa Stolz                                                                           |
| Don Carlo di Vargas, su hijo                                        | barítono     | Francesco Graziani                                 | Luigi Colonnese                                                                        |
| Don Álvaro, pretendiente de Leonora                                 | tenor        | Enrico Tamberlick                                  | Mario Tiberini                                                                         |
| Curra, doncella de Leonora                                          | mezzosoprano | Lagramante                                         | Ester Neri                                                                             |
| Preziosilla, una gitana joven                                       | mezzosoprano | Constance Nantier-Didier                           | Ida Benzi                                                                              |
| Alcalde                                                             | bajo         | Ignazio Marini                                     | Luigi Alessandrini                                                                     |
| Maestro Trabuco, un muletero y vendedor ambulante                   | tenor        | Geremia Bettini                                    | Antonio Tasso                                                                          |
| Padre Guardiano, un franciscano                                     | bajo         | Gian Francesco Angelini                            | Marcello Junca                                                                         |
| Fra Melitone, un franciscano                                        | barítono     | Achille De Bassini                                 | Giacomo Rota                                                                           |
| Un cirujano                                                         | bajo         | Alessandro Polonini                                | Vincenzo Paraboschi                                                                    |
| Campesinos, servidores, peregrinos, soldados, vivandières y frailes |              |                                                    |                                                                                        |

## Argumento

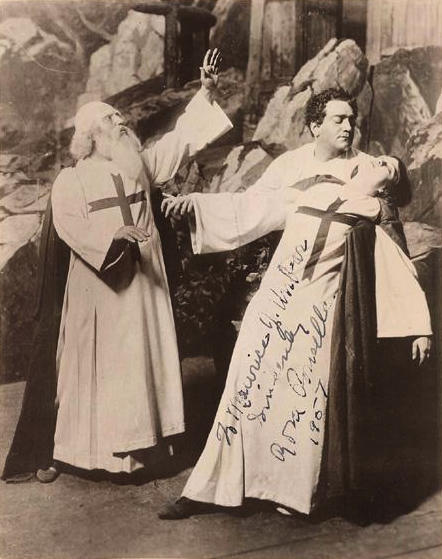
Rosa Ponselle y Enrico Caruso, escena de La fuerza del destino.

La trama transcurre en España e Italia, alrededor de 1750.

### Acto I
Habitación del castillo de Calatrava, cerca de Sevilla
Don Álvaro es un joven noble de Sudamérica (presumiblemente Perú) que es en parte indio y que se ha establecido en Sevilla, donde, sin embargo, no se piensa bien de él. Se enamora de doña Leonora, la hija del marqués de Calatrava, quien, a pesar de su amor por su hija, ha decidido que ella se case solo con un hombre de la más alta cuna. Leonora, conociendo la aversión de su padre, y profundamente enamorada de Álvaro, decide abandonar su casa y su país para fugarse con él, ayudada por su sirvienta, Curra.(A.:Me pellegrina ed orfana - "Yo, exiliada y huérfana").
Su padre entra inesperadamente y descubre a Álvaro; él lo amenaza de muerte, y, para eliminar cualquier sospecha sobre la castidad de Leonora, Álvaro ofrece entregarse al marqués. Tira su pistola con tan mala suerte que del golpe se dispara y hiere mortalmente al padre de Leonora, quien muere maldiciendo a su hija.

### Acto II
Cuadro I.
Taberna en las afueras de Hornachuelos
El alcalde, varios muleteros y don Carlos de Vargas, hermano de doña Leonora, están reunidos en la cocina de una posada. Don Carlos, disfrazado como un estudiante de Salamanca, bajo el nombre ficticio de Pereda, busca vengarse de Álvaro y Leonora (Son Pereda son ricco d'onore - "Soy Pereda, de noble ascendencia"). Durante la cena, Preziosilla, una joven gitana, narra las fortunas de los jóvenes y los exhorta a alistarse (Al suon del tamburo - "Cuando suene el tambor") para combatir por la libertad de Italia, algo con lo que todos se muestran de acuerdo. Habiéndose separado de Álvaro, Leonora llega disfrazada de varón, pero se escapa sin ser descubierta por Carlos.
Cuadro II.
Atrio del monasterio
Leonora se refugia en el monasterio (R.: Sono giunta! [¡He llegado!] ... A.:  Madre, pietosa Vergine [Madre, piadosa Virgen]), donde le cuenta al abad, Padre Guardián, su verdadero nombre y que pretende pasar el resto de su vida como ermitaña. El abad le relata los desafíos por los que va a pasar. Leonora, el Padre Guardián, Fray Melitón y otros monjes se unen en oración.

### Acto III
Cuadro I
Bosque próximo al pueblo italiano de Velletri, en Italia
Mientras tanto, don Álvaro se ha unido al ejército español bajo el nombre de don Federico Herreros (R.: La vita è inferno: O tu che in seno agli angeli - "La vida es un infierno para aquellos que son infelices... ¡Oh, mi amada, entre los ángeles!"). Una noche salva la vida de don Carlos, que sirve en el mismo ejército bajo el nombre de don Félix Bornos. Se hacen amigos y van a la batalla uno al lado del otro.
Cuadro II
Habitación de los oficiales
En una de esas escaramuzas don Álvaro resulta, como él supone, mortalmente herido, y confía a don Carlos el cuidado de una valija que contiene un puñado de cartas que tiene que destruir en cuanto don Álvaro muera. (D.: Solenne in quest'ora - "Júrame, en esta solemne hora"). Don Carlos ha jurado no mirar el contenido de las cartas, pero empieza a sospechar de su amigo. (Sc.: Morir! Tremenda cosa! ... A.: Urna fatale del mio destino - "¡Morir, qué cosa tan tremenda!... Aléjate, fatal lote enviado a mi Destino!"). Abre la valija, encuentra el retrato de su hermana, y se da cuenta de la verdadera identidad de Álvaro. En ese momento un cirujano dice que don Álvaro puede recuperarse. Don Carlos se alegra de poder vengar la muerte de su padre.
Cuadro III
Campamento militar cerca de Velletri
Don Álvaro se ha recuperado y se enfrenta a don Carlos. Empiezan un duelo, pero los soldados los separan a la fuerza. Mientras contienen a don Carlos, el angustiado don Álvaro jura entrar en un monasterio.
Los soldados se reúnen. Trabucco, un vendedor ambulante, intenta venderles sus productos; fray Melitón los sermonea por sus comportamientos viciosos; y Preziosilla los lidera en un coro en alabanza de la vida militar (Cr.: Rataplan, rataplan, della gloria - "Rataplán, rataplán, del tambor es la música que enardece el espíritu marcial de un soldado").

### Acto IV
Cuadro I
El monasterio
Con el nombre de Padre Rafael, don Álvaro ha ingresado en el monasterio de Hornachuelos, cerca de donde está la cueva de Leonora. Don Carlos llega y lo fuerza a luchar (D.: Col sangue mio [Con mi sangre]; Le minacci, i fieri accenti - "Con mi sangre... Las amenazas, los acentos fieros").
Cuadro II
Exterior de la cueva donde vive Leonora
Leonora reza para encontrar la paz en la muerte (A.: Pace, pace mio Dio! - "¡Paz, paz, Dios mío!"). Álvaro entra, pidiendo ayuda, después de haber herido mortalmente a don Carlos en su duelo. Los dos amantes se reconocen. Leonora sale de escena para ver a su hermano, quien, mientras ella se inclina hacia él, la apuñala en el corazón. Leonora regresa con el Padre Guardián; él y don Álvaro rezan al cielo mientras ella muere.

## Instrumentación
La partitura está escrita para una orquesta formada por:
- Viento madera: 2 flautas (la segunda doblando al flautín), 2 oboes, 2 clarinetes (el segundo doblando al clarinete bajo), 2 fagotes.
- Viento metal: 4 trompas, 2 trompetas, 3 trombones, cimbasso.
- Percusión: timbales, bombo, caja.
- Cuerda: 2 arpas y una sección de cuerdas con violines I y II, violas, violonchelos y contrabajos.
- En escena: órgano, 6 trompetas, 4 cajas.

## Discografía selecta

### Versión original de 1862
| Año  | Elenco (Leonora, Álvaro, Carlo, Preziosilla, Fra Melitone, Padre Guardiano)                     | Director, Teatro de ópera y orquesta | Sello discográfico                  |
| ---- | ----------------------------------------------------------------------------------------------- | --- | ----------------------------------- |
| 1981 | Martina Arroyo, Kenneth Collins, Peter Glossop, Janet Coster, Derek Hammond-Stroud, Don Garrard | John Matheson, Orquesta de concierto de la BBC y los BBC Singers Grabación en vivo en el Promenade Concert, 8 de agosto; retransmitido por la BBC Radio 3 | Audio CD: Opera Rara, Cat: ORCV 304 |

### Versión revisada de 1869
| Año  | Elenco (Leonora, Álvaro, Carlo, Preziosilla, Fra Melitone, Padre Guardiano)                             | Director, Teatro de ópera y orquesta                                                                                                  | Sello discográfico                            |
| ---- | --- | --- | --------------------------------------------- |
| 1941 | Maria Caniglia, Galliano Masini, Carlo Tagliabue, Ebe Stignani, Saturno Meletti, Tancredi Pasero        | Gino Marinuzzi, Orquesta Sinfónica y Coro del E.I.A.R de Turín                                                                        | Audio CD: Warner-Fonit, Cat: 8573 82652-5     |
| 1954 | Maria Callas, Richard Tucker, Carlo Tagliabue, Elena Nicolai, Renato Capecchi, Nicola Rossi-Lemeni      | Tulio Serafin, Coro y orquesta del Teatro de La Scala                                                                                 | Audio CD: Naxos Classical, EMI Cat: 5 56323-2 |
| 1955 | Renata Tebaldi, Mario del Monaco, Ettore Bastianini, Giulietta Simionato Fernando Corena, Cesare Siepi  | Francesco Molinari-Pradelli, Orquesta de la Academia Nacional de Santa Cecilia                                                        | Audio CD: Decca Originals Cat: 475 8681       |
| 1958 | Renata Tebaldi, Franco Corelli, Ettore Bastianini, Oralia Domínguez Renato Capecchi, Boris Christoff    | Francesco Molinari-Pradelli, Coro y orquesta del Teatro de San Carlos, Nápoles Grabación en vivo de una representación el 15 de marzo | Video DVD: Hardy Classic Cat: HCA 6014        |
| 1962 | Gré Brouwenstijn, Jan Peerce, John Shaw, Rena Garazioti, Renato Capecchi, Georg Littasy                 | Alberto Erede, Coro y orquesta de la De Nederlandse Opera, Ámsterdam Grabación en vivo de una representación el 5 de julio            | Audio CD: Osteria Cat: OS-1002                |
| 1964 | Leontyne Price, Richard Tucker, Robert Merrill, Shirley Verrett, Ezio Flagello, Giorgio Tozzi           | Thomas Schippers, Coro y orquesta de la RCA Italiana                                                                                  | Audio CD: RCA Victor Cat: GD 87971            |
| 1969 | Martina Arroyo, Carlo Bergonzi, Piero Cappuccilli, Bianca Maria Casoni, Geraint Evans, Ruggero Raimondi | Lamberto Gardelli, Real Orquesta Filarmónica y el Coro de Ópera Ambrosiano                                                            | Audio CD:EMI Cat: CMS 5 67124-2               |
| 1976 | Leontyne Price, Plácido Domingo, Sherrill Milnes, Fiorenza Cossotto, Gabriel Bacquier, Bonaldo Giaiotti | James Levine, Orquesta Sinfónica de Londres y el Coro John Alldis                                                                     | Audio CD:RCA Red Seal Cat: 74321 39502 2      |
| 1984 | Leontyne Price, Giuseppe Giacomini, Leo Nucci, Isola Jones, Enrico Fissore, Bonaldo Giaiotti            | James Levine, Orquesta y coro de The Metropolitan Opera                                                                               | Video DVD:Deutsche Grammophon Cat: 073 4076   |
| 1985 | Rosalind Plowright, José Carreras, Renato Bruson, Agnes Baltsa, Juan Pons, Paata Burchuladze            | Giuseppe Sinopoli, Orquesta Philharmonia y el Coro de Ópera Ambrosiano                                                                | Audio CD:Deutsche Grammophon Cat: 477 5621    |
| 1986 | Mirella Freni, Plácido Domingo, Giorgio Zancanaro, Dolora Zajick, Sesto Bruscantini, Paul Plishka       | Riccardo Muti, Coro y orquesta del Teatro de La Scala                                                                                 | Audio CD: EMI Classics Cat: CDS 7 47485-8     |
| 2006 | Susanna Branchini, Renzo Zulian, Marco Di Felice, Paolo Battaglia, Paolo Rumetz                         | Lukas Karytinos, Orquesta Filarmonia Veneta "G.F.Malipiero" y coro del Teatro Sociale di Rovigo                                       | Video DVD: Dynamic Cat: 33512                 |